# Pirastro
Pirastro — фирма-производитель, основной продукцией которой являются струны и канифоль для смычковых музыкальных инструментов. Компания была основана в 1798 году, как семейный бизнес в городе Оффенбах-на-Майне и находится там до сих пор.

## История компании
Основатель компании, Джорджио Пирацци, построил в Оффенбахе-на-Майне завод по производству струн для музыкальных инструментов, который позже передал своим детям Иосифу и Эмилю Пирацци. Позже, когда руководство компании перешло к Густаву Пирацци, он переименовал компанию Gustav Pirazzi & Comp. KG и начал комплексную модернизацию предприятия. С 1 января 2002 года компания носит название Pirastro GmbH, а руководство компании находится в руках Евы Пирацци.
Компания производит жильные и стальные струны для скрипки, альта, виолончели, контрабаса и арфы, канифоль, а также нейлоновые, струны для арфы. Жильные струны выпускаются под брендами Passione, Oliv, Eudoxa и Chorda, синтетические — Evah Pirazzi, Obligato, Violino, Wondertone Solo, Tonica, металлические — Passione, Permanent, Flexocor, Chromcor. На производстве занято более 150 сотрудников.